# Allardyce Range
Allardyce Range är en bergskedja i Sydgeorgien och Sydsandwichöarna (Storbritannien). Den ligger i den nordvästra delen av Sydgeorgien och Sydsandwichöarna.
Allardyce Range sträcker sig 59 km i sydostlig-nordvästlig riktning. Den högsta toppen är Mount Paget, 2 933 meter över havet.
Topografiskt ingår följande toppar i Allardyce Range:
- Mount Brooker
- Mount Paget
- Mount Roots
- Mount Sugartop
- Nordenskjöld Peak
- Paulsen Peak
- Smillie Peak
- Three Brothers